# Hai Rui wird seines Amtes enthoben

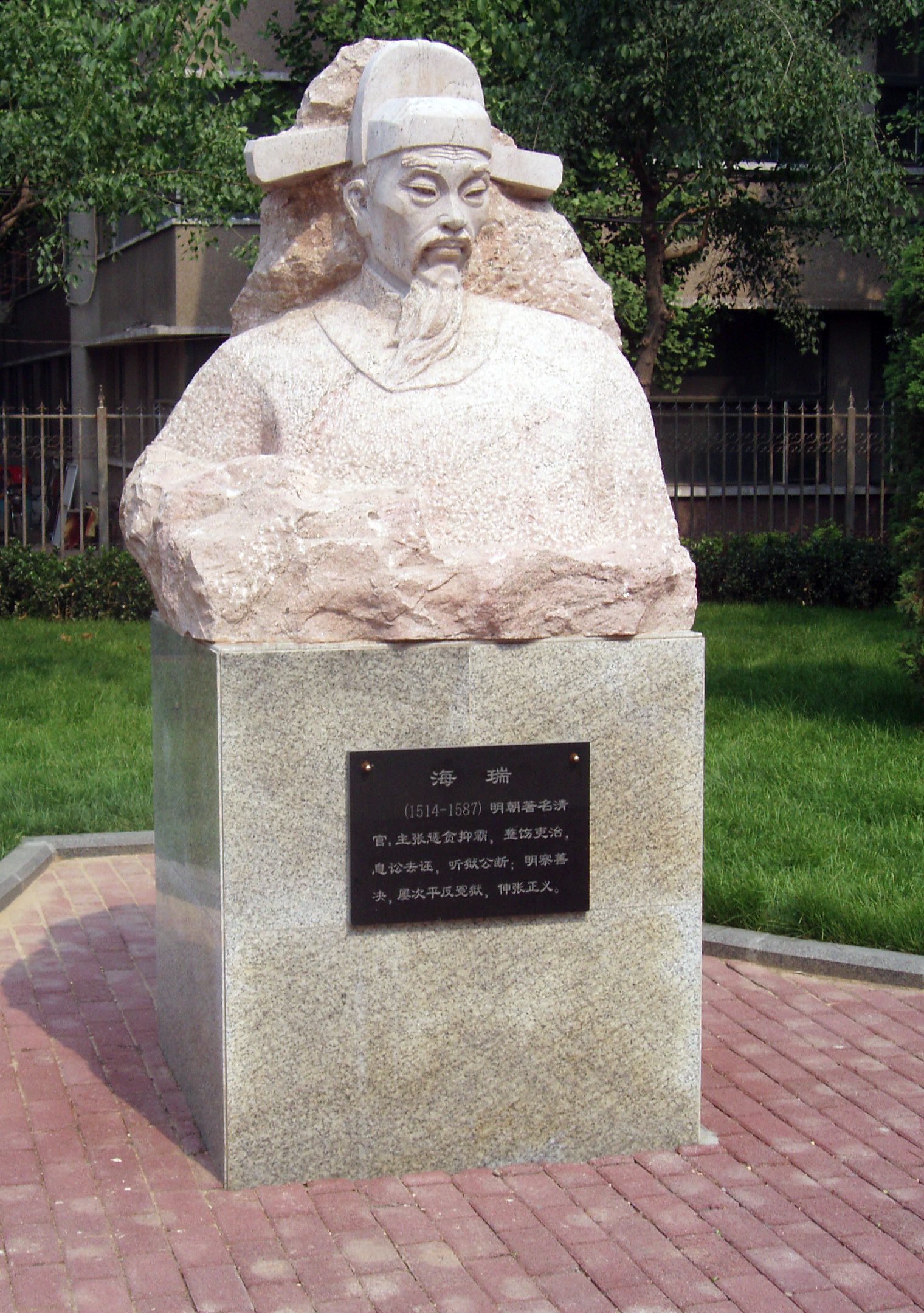
Hai Rui

Hai Rui wird seines Amtes enthoben (chinesisch 海瑞罢官, Pinyin Hǎi Ruì bà guān) ist ein Theaterstück von Wu Han, das als einer der Ausgangspunkte der Kulturrevolution in China gilt.
Wu Han, der das Stück schrieb, war ein Historiker, der sich auf die Geschichte der Ming-Dynastie konzentrierte. Außerdem war er Vize-Bürgermeister der Stadt Peking. Er schrieb einen Artikel über Hai Rui. Dieser war während der Ming-Zeit Minister und wurde wegen scharfer Kritik am Kaiser inhaftiert und seines Amtes enthoben. Der Artikel Wu Hans wurde später in ein Theaterstück umgewandelt, das seine Premiere im Jahr 1961 hatte. Mao Zedong lobte das Stück zunächst.
Später erkannte Maos Frau Jiang Qing allerdings in dem Stück eine indirekte Kritik an der Entlassung Peng Dehuais während der Lushan-Konferenz von 1959, nachdem dieser Mao für seine Wirtschaftspolitik in der Zeit des Großen Sprungs nach vorn in einem persönlichen Brief verurteilte. Hai Rui soll dabei auf Peng Dehuai verweisen, während der Kaiser Mao symbolisiert. Diese Art der indirekten Kritik und der Verweis auf Ereignisse der älteren chinesischen Geschichte zur Missbilligung aktueller Ereignisse (以古喻今,  yǐgǔ yùjīn) ist in China sehr beliebt.
Zu Beginn der Kulturrevolution veröffentlichte Yao Wenyuan, ein Journalist und Vertrauter Maos, am 10. November 1965 eine Kritik zu dem Stück in der Shanghaier Zeitung Wenhui Bao. Darin greift der Autor jedoch nicht nur das Stück selbst, sondern auch sein literarisches Umfeld und die Pekinger Parteiführung um Wu Han und Peng Zhen an, die unter anderem Maos Gegnerschaft in der Zeit vor der Kulturrevolution darstellten.
Wu Han wurde Opfer der Kulturrevolution und starb 1969 im Gefängnis. Im Jahre 1979 wurde er rehabilitiert.

## Ausgaben
- Hai Jui, Ihr geht zu weit ! In Ost-Probleme, 18. Jg. 1966, Nr. 18, S. 555–559 (kurzer Auszug)
- Clive Ansey: The Heresy of Wu Han. His play 'Hai Jui's dismissal' and its role in Chinas's cultural revolution. University of Toronto Press, Toronto 1971
- C. C. Huang (Transl.): Hai Jui dismissed from office. University Press of Hawaii, Honolulu 1972 ISBN 0-8248-0215-2